# 北海道森高等学校
北海道森高等学校（ほっかいどうもりこうとうがっこう，英: Hokkaido Mori High School）は、北海道茅部郡森町にある公立（道立）の高等学校。全日制総合学科。略称は「森高」（もりこう）。

## 沿革
- 1940年4月 - 町立実科高等女学校として開校。
- 1942年4月 - 町立森高等女学校に改称。
- 1948年4月 - 道立に移管。北海道立森高等学校に改称。
- 1948年10月 - 定時制課程設置。松前分校（現：北海道松前高等学校）を設置。
- 1949年4月 - 臼尻分校を設置。松前分校の所属を北海道立函館中部高等学校に変更。
- 1950年4月 - 北海道森高等学校に改称。
- 1951年4月 - 全日制課程水産科設置。尾札部分校を設置。
- 1952年11月 - 臼尻・尾札部の分校がそれぞれ北海道臼尻高等学校・北海道尾札部高等学校として独立（後に両校は合併して北海道南茅部高等学校となる）
- 1957年4月 - 水産科を水産製造科に変更。
- 1959年4月 - 全日制課程家政科設置。
- 1968年4月 - 水産製造科募集停止。
- 1970年3月 - 水産製造科閉科。
- 1992年4月 - 定時制課程募集停止。
- 1994年4月 - 定時制課程閉課程。
- 1999年4月 - 普通科・家政科を総合学科に転換。
- 2001年4月 - 普通科・家政科閉科。
- 2017年4月12日 道教委は、「北海道立高等学校学則の一部を改正する教育委員会規則」(昭和26年規則8号。別表第1)を教育庁原案通り全会一致で議決。これにより平成29年度の生徒定員(総合学科現行280)は40(一学級分)減員され240となった。[1]

## アクセス
- JR北海道函館本線森駅より徒歩33分